# Gayle Dixon
Gayle Dixon (28 februari 1947 – 23 november 2008) was een Amerikaanse jazzvioliste.

## Biografie
Gayle Dixon was afkomstig uit een muzikale familie. In 1970 begeleidde ze McCoy Tyner tijdens een concert in de Town Hall (New York). Samen met haar jongere zus en celliste Akua Dixon formeerde ze in 1972 na haar klassieke muziekstudie aan de Manhattan School of Music het strijkkwartet Quartette Indigo, dat op albums Carmen McRae, James Blood Ulmer en op Winter in Lisbon Dizzy Gillespie begeleidde. Ze werkte ook vaak met de Brooklyn Philharmonic en behoorde soms tot het Uptown String Quartet. Met Noel Pointer formeerde ze in 1976 The String Reunion om een repertoire klassieke Afro-Amerikaanse muziek te ontwikkelen. Ze speelde ook vaak in het Metropolitan Opera Orchestra en in het American Symphony Orchestra. Verder was ze betrokken bij veel musical-opvoeringen. Ze was de uitblinkende soliste op James Newtons album Luella. Dixon was op het gebied van de jazz tussen 1971 en 2006 betrokken bij 43 opnamesessies, waaronder met Rahsaan Roland Kirk, Hubert Laws, Cleo Laine, Terence Blanchard en Hermeto Pascoal. Tussen 1986 en 1993 werkte ze in het bestuur van de New Yorkse muzikantenvakbond Local 802. Tijdens haar laatste levensjaren was ze ook actief als muziekpedagoge.

## Overlijden
Gayle Dixon overleed in november 2008 op 61-jarige leeftijd.